# Villa La Sapinière (Évian-les-Bains)
Pour l’article homonyme, voir Villa La Sapinière (Hermanville-sur-Mer).
La villa La Sapinière est une maison située à Évian-les-Bains, en France.

## Localisation
La maison est située au 20 avenue Anna de Noailles en bordure du Léman, à l'extrémité occidentale d'Évian-les-Bains, entre les jardins de l'eau du Pré Curieux (ouest) et le parc Dolfuss (est).

## Description
Invisible de la route car dissimulée derrière les arbres, la villa est un témoin de la période Belle Époque qui vit la prospérité de la ville d'eau et d'un baron mécène. Elle est construite dans un parc de deux hectares (ancienne sapinière) avec un embarcadère au bord du lac.

## Historique
Le terrain est acquis par Jonas Vitta en 1890 et la villa est à peine dessinée lorsqu'il meurt en 1892. Sa veuve Hélène charge alors son fils Joseph Vitta de superviser la construction. L'édifice de style Quattrocento florentin est bâti entre 1892 et 1896 par l'architecte Jean-Camille Formigé. À partir de 1895, pour la décoration de cette maison familiale, Joseph Vitta fait appel à de grands artistes de l'époque dont les sculpteurs Auguste Rodin, Alexandre Falguière, Georges Gardet et Alexandre Charpentier, mais aussi les peintres et graveurs Albert Besnard, Jules Chéret et Félix Bracquemond,. Ce dernier est un acteur majeur du chantier.
Le vestibule d'entrée de la villa, décoré par quatre œuvres de Rodin (deux jardinières sculptées et deux tympans en relief),,, mène à une vaste cage d'escalier surmontée d'une verrière décorée. Les piliers sculptés de l'escalier en bois sont ornés de deux bronzes de Gardet. La qualité et le caractère novateur de la décoration intérieure, en partie Art nouveau (salle de billard),, en font un lieu d'exception. Le programme décoratif se révèle finalement assez hétéroclite : néo-Renaissance dans l'une des salles, Arts and Crafts dans la salle à manger, « néo-versaillais » dans la salle de billard (avec la tendance Art nouveau du mobilier de Charpentier).
Fanny Vitta, sœur de Joseph, hérite de la propriété à la mort de sa mère en 1901. Elle est la première résidente de la villa où elle installe un atelier de sculpture pour pratiquer cet art. Le 18 septembre 1899, elle épouse l'explorateur Édouard Foà à La Sapinière, mais son mari meurt deux ans plus tard, terrassé par le paludisme contracté en Afrique. Pendant la Première Guerre mondiale, elle dirige l'Œuvre du pain savoyard (colis envoyés aux mobilisés). Durant la Seconde Guerre mondiale, elle fonde l'Œuvre d'entr'aide aux familles de mobilisés du canton d'Évian (devenue L'entraide aux prisonniers et déportés). Présidente du comité de la Croix-Rouge française d'Évian, elle y fonde un Foyer du Soldat.
Son fils Jean Foa, aviateur pendant la Seconde Guerre mondiale et gravement blessé au lors de la bataille de Monte Cassino, reste handicapé et meurt en 1946. Fanny Vitta fait don de La Sapinière à l'Association pour l'insertion sociale et professionnelle des personnes handicapées (LADAPT) en 1947, afin que soit créé un centre pour les aviateurs blessés. La propriété est devenue aujourd'hui la fondation Jean-Foa, centre de réadaptation professionnelle de 60 places géré par LADAPT.
L'édifice est inscrit au titre des monuments historiques par arrêté du 18 février 1987. Le mobilier a été dispersé, mais le vestibule d'entrée, la cage d'escalier, la salle de billard et la salle à manger ont été conservés intacts. Ces salles ont été ouvertes au public pendant toute la durée de l'exposition Joseph Vitta : passion de collection au Palais Lumière d'Évian, du 15 février au 1er juin 2014. La villa peut encore ouvrir ses portes à l'occasion des Journées européennes du patrimoine.

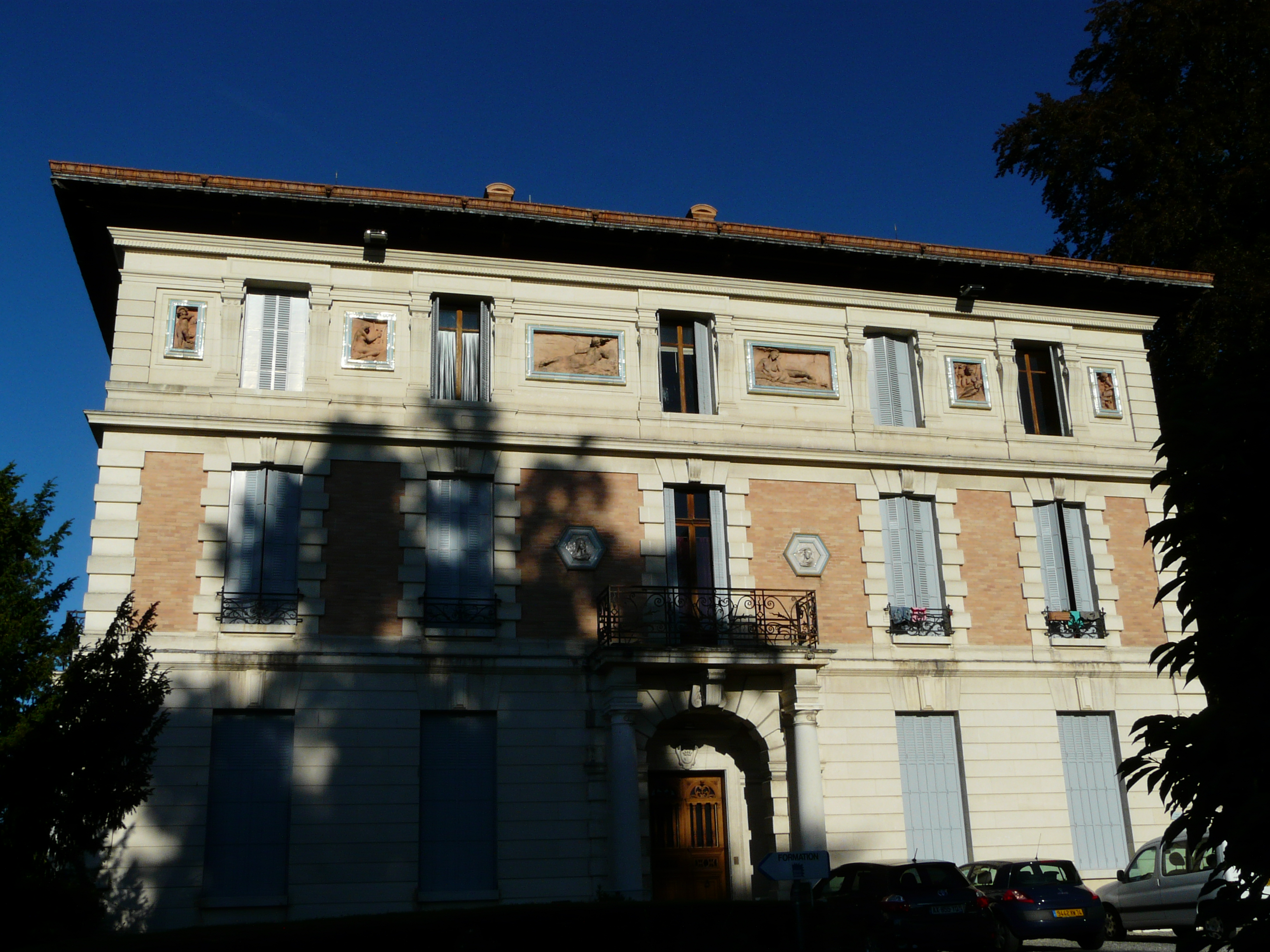
Façade ouest avec les sculptures d'Alexandre Falguière.
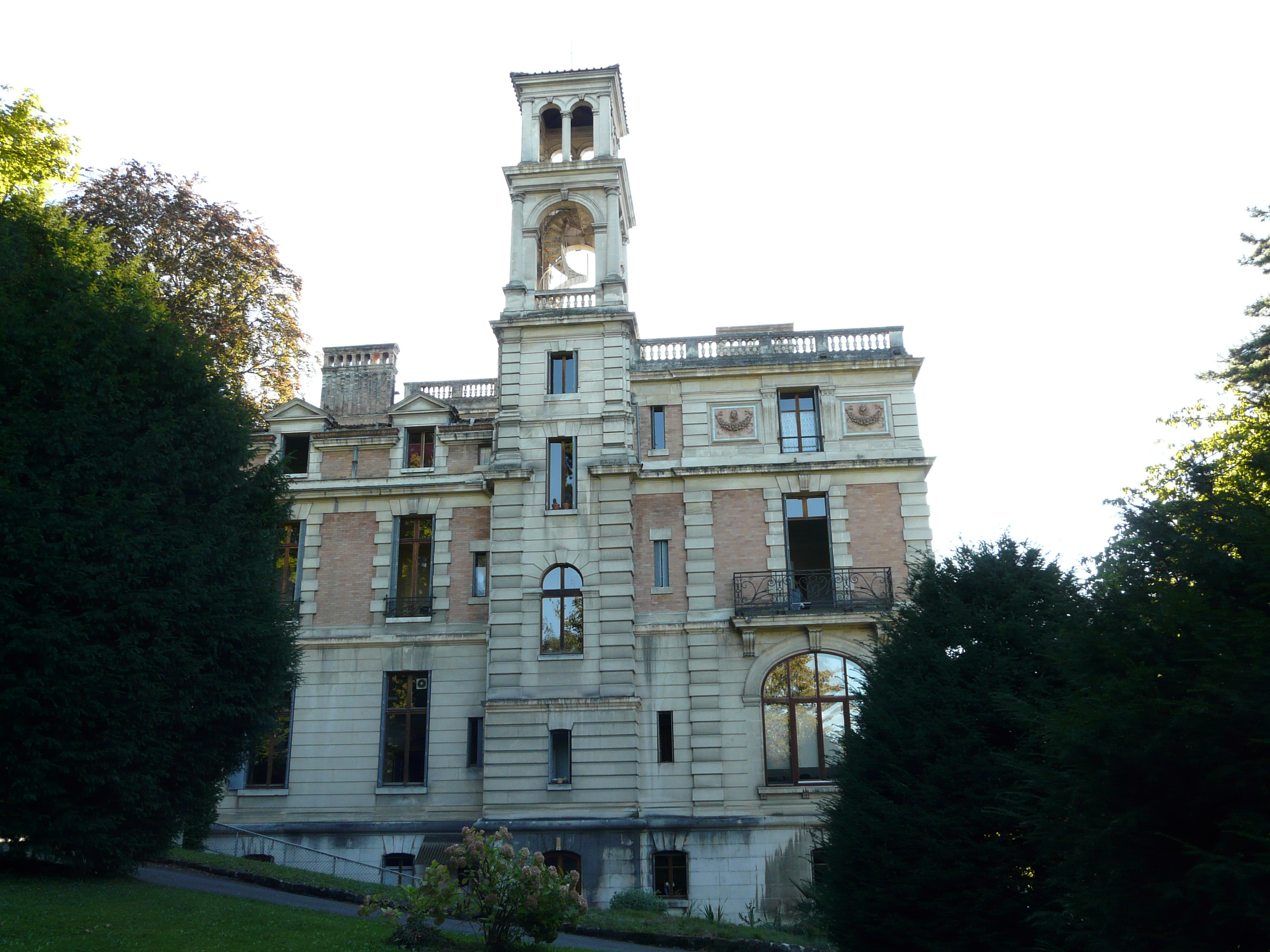
Façade est avec le clocheton.
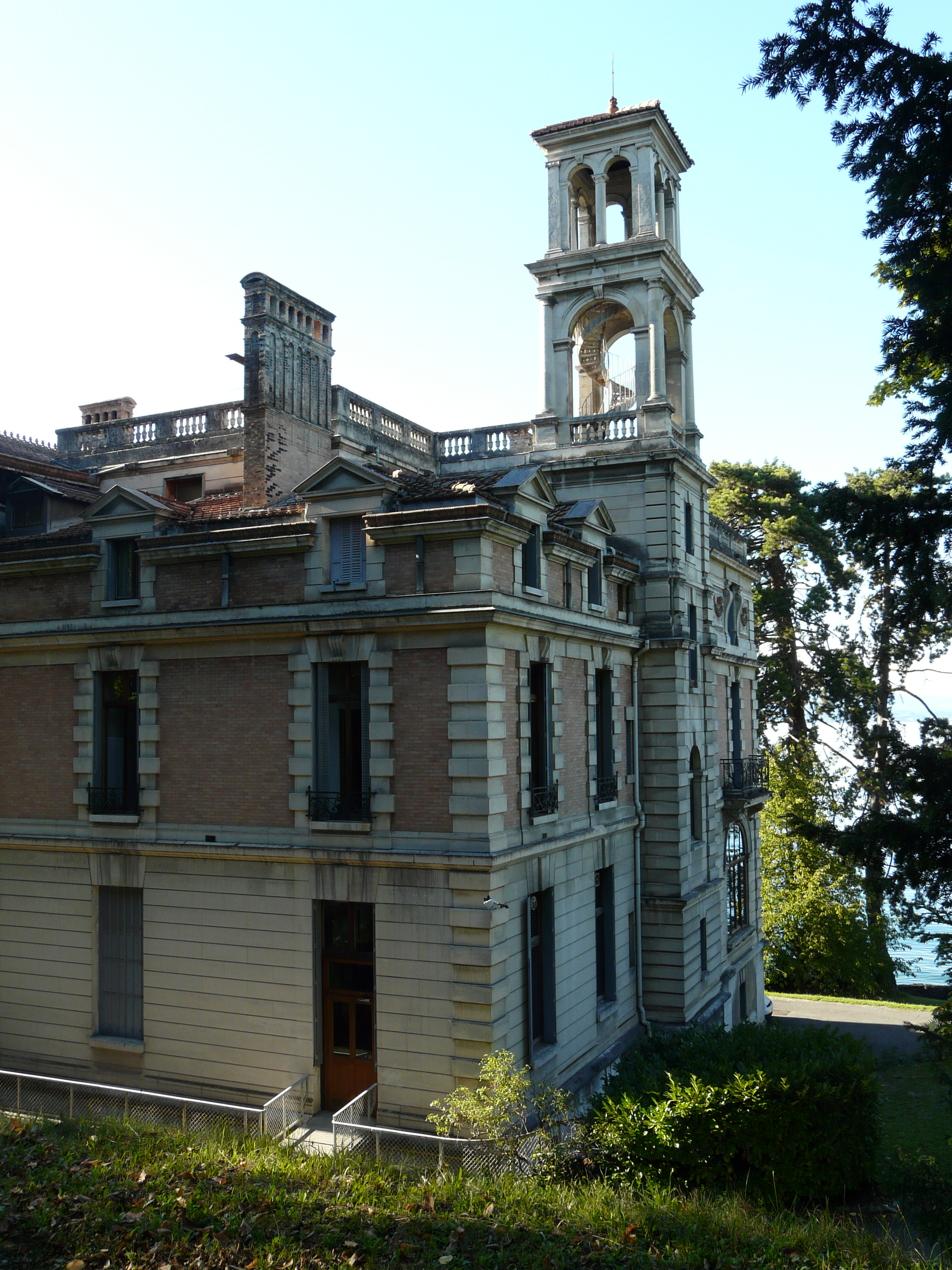
Angle sud-est avec le Léman en fond.
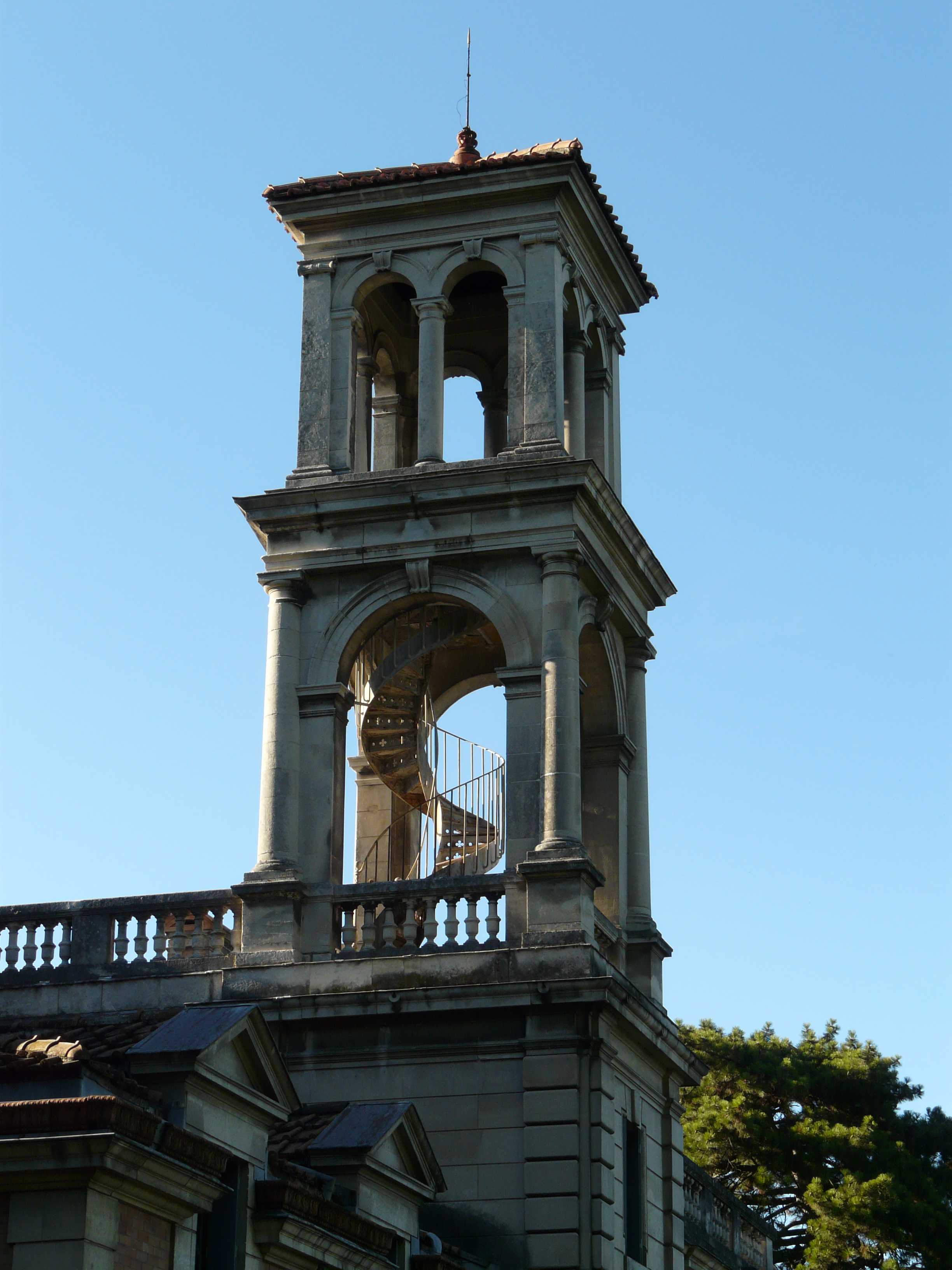
Clocheton qui surplombe le toit-terrasse.
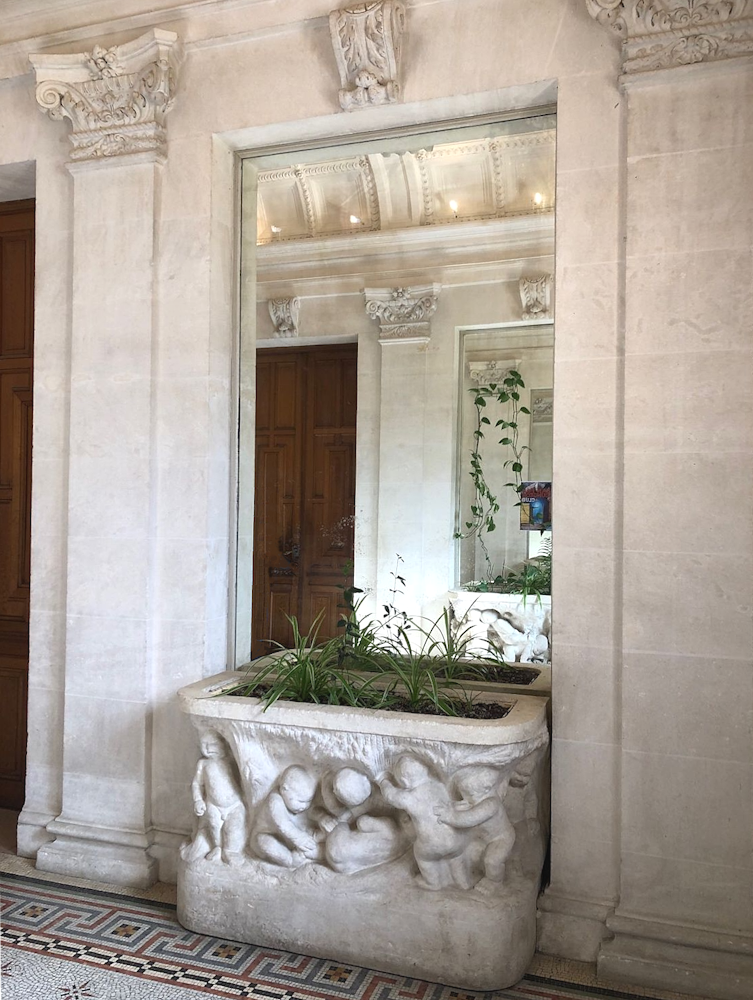
Jardinière sculptée par Auguste Rodin.
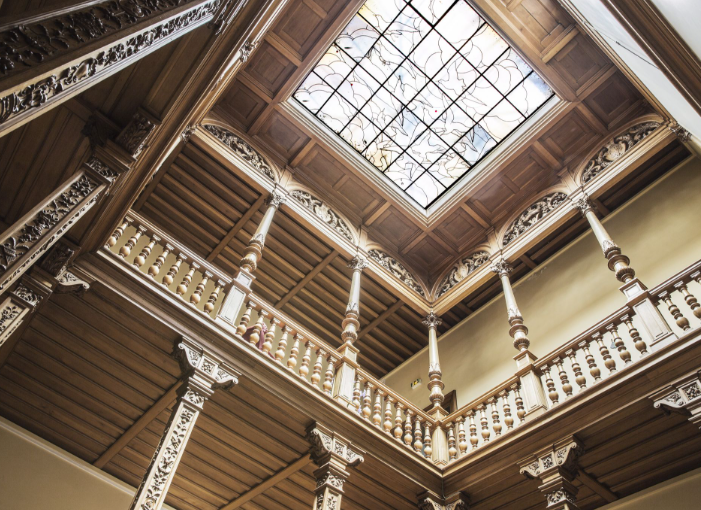
La cage d'escalier et sa verrière décorée.
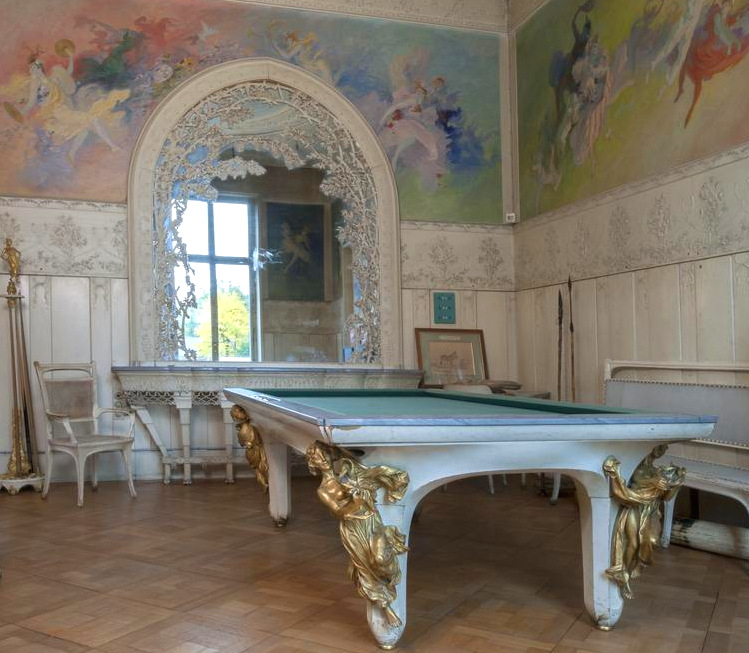
La salle de billard en partie Art déco.

## Cinéma et télévision
En mai 2016, certaines scènes du film Django consacré à Django Reinhardt sont tournées à la villa La Sapinière. En juillet 2023, un tournage pour le magazine télévisé Des racines et des ailes est effectué à Évian afin de mettre en valeur la buvette de la source Cachat, le palais Lumière, la villa Lumière et la villa La Sapinière.